# Susan Juby
Susan Juby (ur. 30 marca 1969 w Ponoka w prowincji Alberta) – kanadyjska pisarka, twórczyni literatury młodzieżowej. 
Ukończyła studia licencjackie z zakresu literatury angielskiej na University of British Columbia. Jej powieść Alice, I Think doczekała się adaptacji telewizyjnej.
Jest mężatką. Mieszka w Nanaimo.

## Powieści
Seria Alice MacLeod
1. Alice, I Think (2000)
2. Miss Smithers (2004)
3. Alice MacLeod, Realist at Last (2005)

- Another Kind of Cowboy (2007)
- Getting the Girl (2008)
- The Woefield Poultry Collective (2011)
- Home to Woefield (2011)
- The Truth Commission (2015)

## Literatura faktu
- Nice Recovery (2011)